# 大厂镇 (晴隆县)
大厂镇，是中华人民共和国贵州省黔西南布依族苗族自治州晴隆县下辖的一个乡镇级行政单位。

## 行政区划
大厂镇下辖以下地区：
大厂社区、地久村、高岭村、嘎木村、六坝田村和上虎村。